# Jansenella
Jansenella Bor é um género botânico pertencente à família Poaceae.